# Nemapogon brandti
Nemapogon brandti är en fjärilsart som beskrevs av Reinhardt Gaedike 1986. Nemapogon brandti ingår i släktet Nemapogon och familjen äkta malar.
Artens utbredningsområde är Iran. Inga underarter finns listade i Catalogue of Life.